# Pozzallo
Pozzallo (sycyl. Puzzaddu) – miejscowość i gmina we Włoszech, w regionie Sycylia, w prowincji Ragusa na południowym wybrzeżu.
Według danych na rok 2012 gminę zamieszkiwało 19 116 osób. Miasto szczyci się aż 4 plażami oznaczonymi niebieską flagą. Symbolem Pozzallo jest wieża Cabrera z XV wieku. Z tutejszego port można wybrać się w krótki rejs katamaranem (promem) przewoźnika Virtu Ferries na Maltę.
W miejscowości jest stacja kolejowa Pozzallo.